# Tunstall (Norfolk)
Tunstall – wieś w Anglii, w Norfolk. W 1931 wieś liczyła 94 mieszkańców. Tunstall jest wspomniana w Domesday Book (1086) jako Tunestalla/Tunestalle.